# Primula matthioli
La cortusa di Matthioli (Primula matthioli (L.) V.A.Richt., 1894) è un delicato e raro fiore delle zone alpine appartenente alla famiglia delle Primulacee.

## Etimologia
L'epiteto specifico (matthioli) ricorda Pietro Andrea Mattioli (1500 – 1577), medico e botanico di Siena, famoso fra l'altro per avere fatto degli studi su Dioscoride, e per aver scritto una delle prime opere botaniche moderne.
I tedeschi chiamano questa pianta Alpen-Glöckel oppure Heilglöckchen; mentre i francesi la chiamano Cortuse de Matthiole; mentre gli inglesi la chiamano: Bear's-ear Sanicle ma anche Cortusan primrose.

## Descrizione

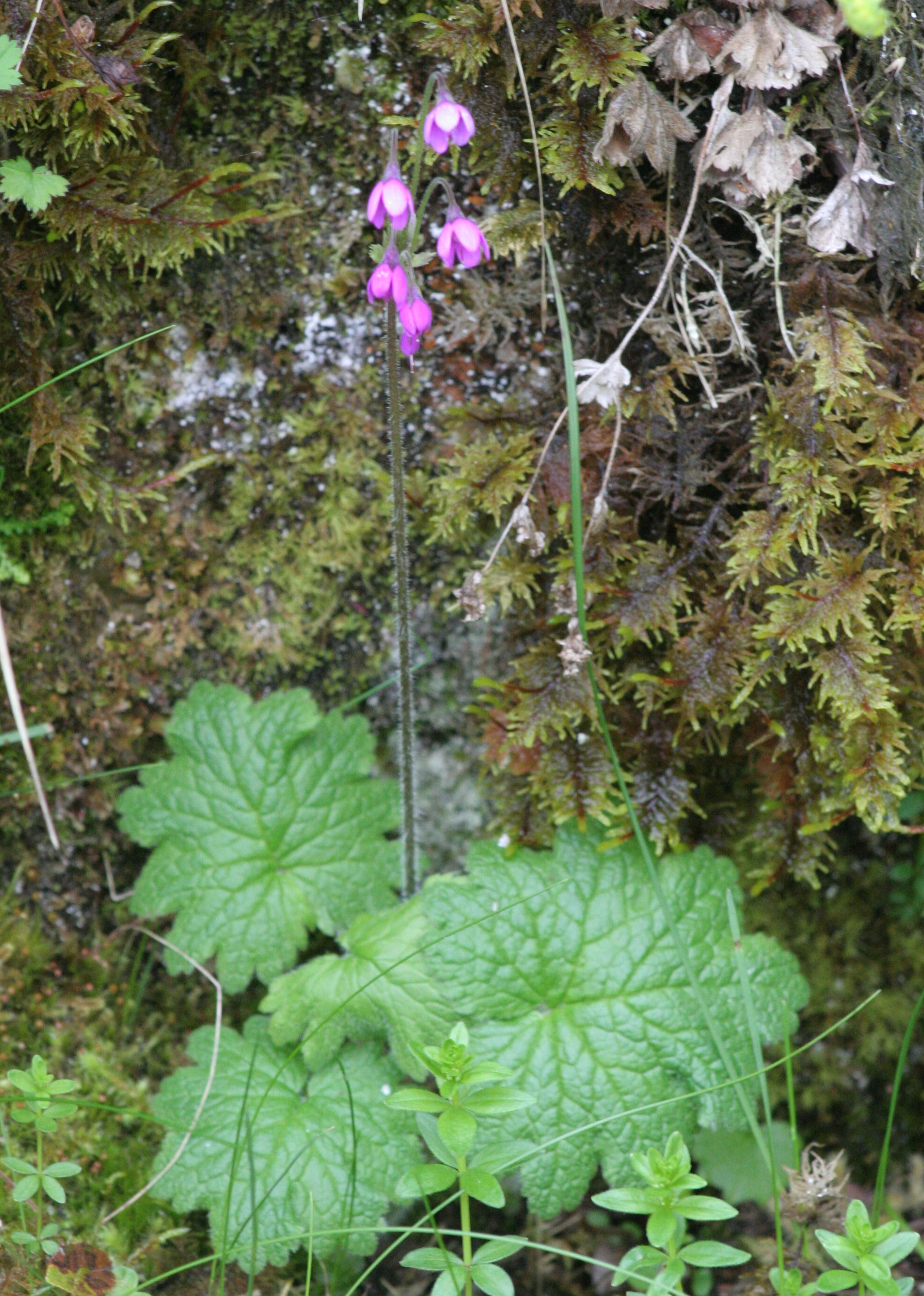
Il portamento
Località "Giardino Botanico delle Alpi Orientali", Monte Faverghera (BL), 1500 m s.l.m. - 18/6/2008

È una pianta di altezza media tra i 20 e 40 cm, con forma biologica del tipo emicriptofita scaposa (H scap), ossia sono piante erbacee perenni, con gemme svernanti al livello del suolo e protette dalla lettiera o dalla neve, dotate di un asse fiorale eretto e privo di foglie.

### Radici
Le radici sono secondarie da rizoma.

### Fusto
- Parte ipogea del fusto: la parte sotterranea del fusto consiste in un piccolo rizoma orizzontale, tuberiforme circondato da numerose fibre.
- Parte epigea del fusto: la parte aerea consiste in alcuni scapi afilli, semplici e pelosi (densi peli patenti). Nella parte inferiore i peli possono essere misti a ghiandole. Lunghezza del fusto fino all'infiorescenza: da 20 a 30 cm.

### Foglie

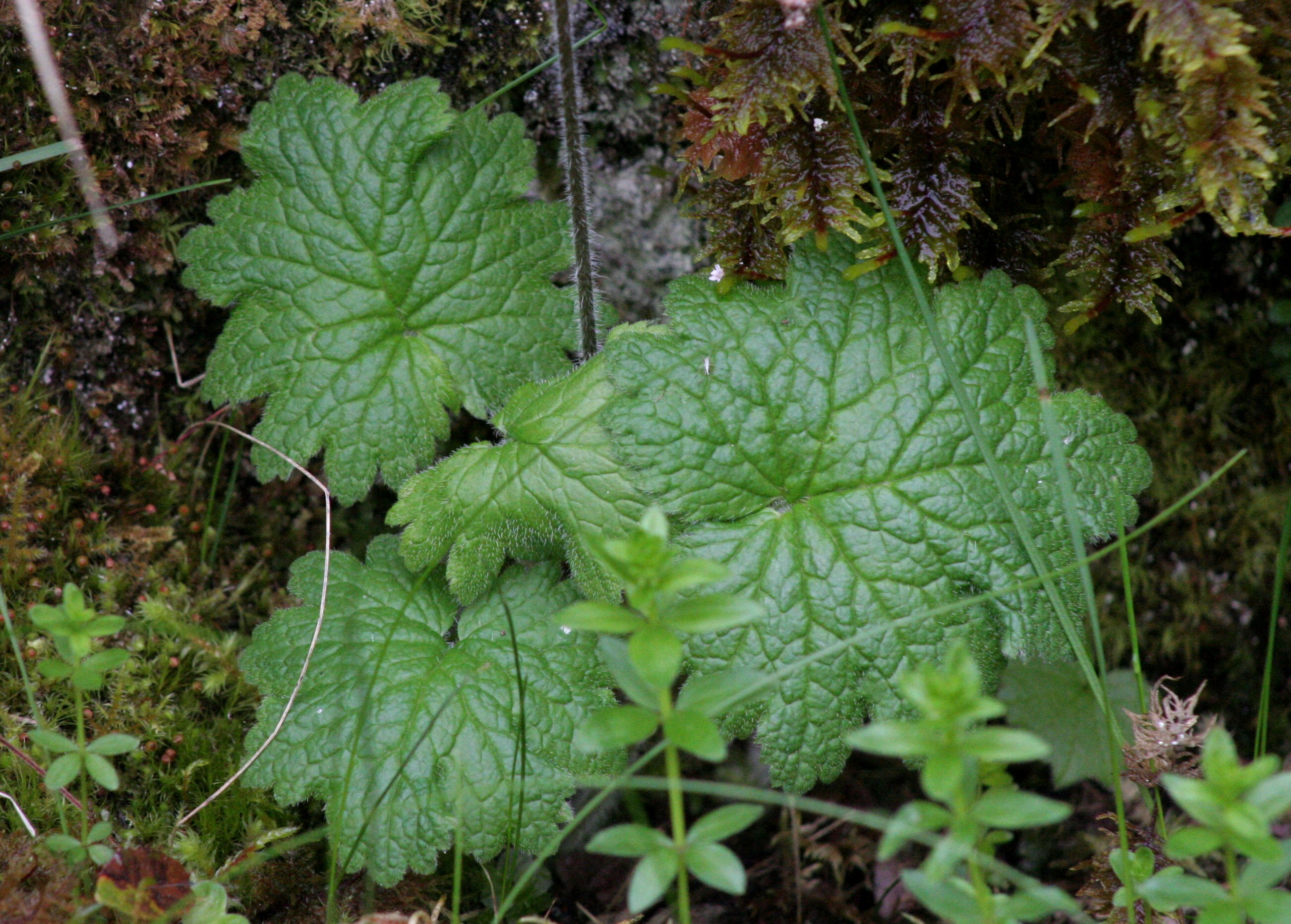
Le foglie
Località "Giardino Botanico delle Alpi Orientali", Monte Faverghera (BL), 1500 m s.l.m. - 18/6/2008

La “Cortusa matthioli” possiede solo foglie basali; queste sono cordato - subrotonde o anche palmato-lobate con parecchi grossolani lobi (fino a 9 lobi per foglia – la profondità del lobo occupa circa ¼ della foglia), a sua volta ogni lobo può presentare fino a 3 - 9 dentelli ottusi. La superficie è dotata di minuti peli (la pagina inferiore risulta più chiara), ma a volte può essere quasi glabra. Le foglie sono sorrette da piccioli molto villosi e ghiandolosi. Lunghezza del picciolo: 6 – 13 cm; larghezza delle foglie: 3 – 8 cm.

### Infiorescenza

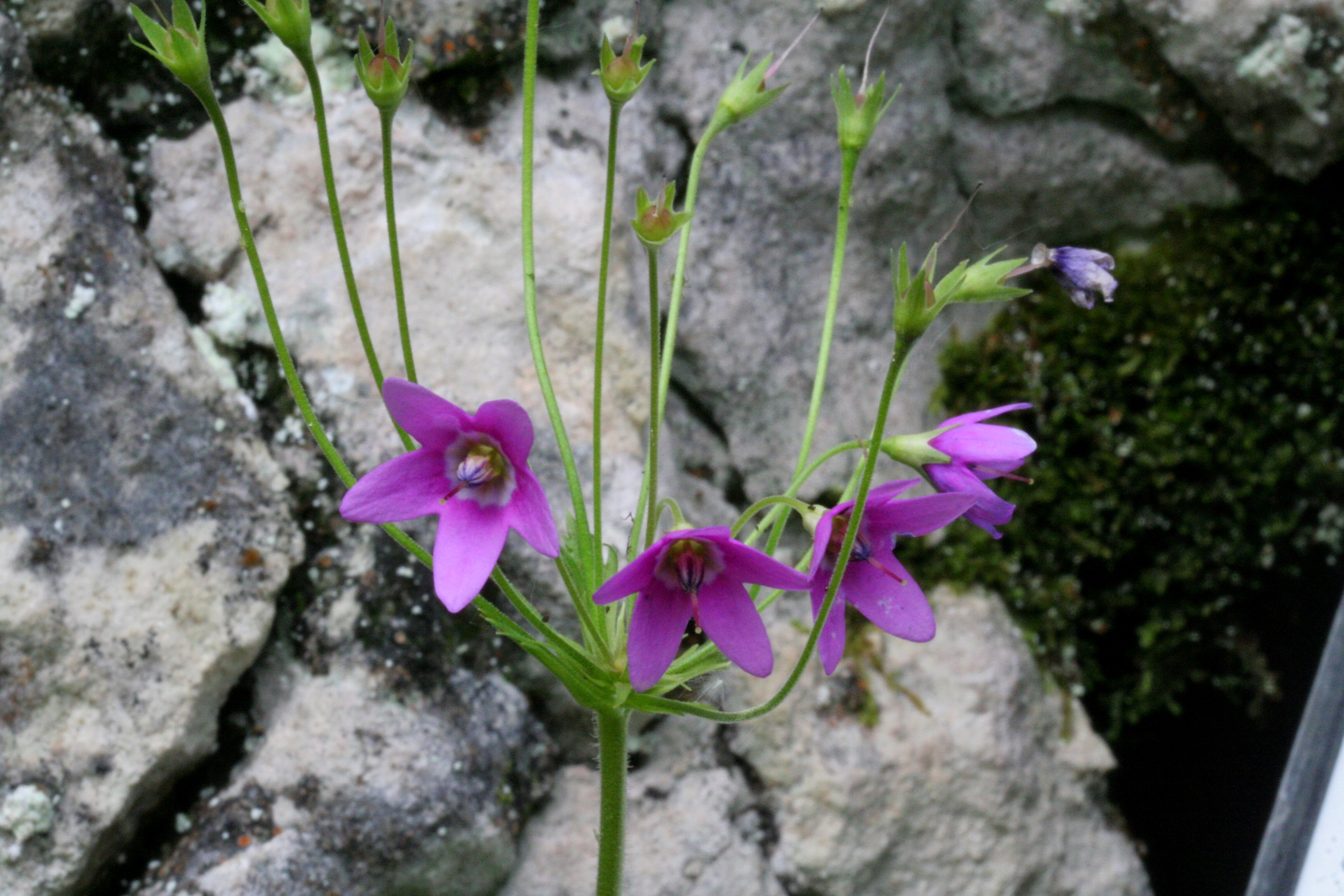
L'infiorescenza
Località "Giardino Botanico delle Alpi Orientali", Monte Faverghera (BL), 1500 m s.l.m. - 29/6/2008

L'infiorescenza consiste in una ombrella con diversi fiori (5 – 15) unilaterali dotati di pedicelli, finemente pubescenti, di varia lunghezza e arcuati alla fioritura. I fiori sono solitari per ogni scapo. Nella fruttificazione lo stilo e il calice sono persistenti e i pedicelli non sono più arcuati. Alla base dell'ombrella sono presenti delle brattee lesiniformi divise in uno o due segmenti (lunghezza delle brattee 8 – 12 mm) e sono di forma pennatosetta. Dimensione dei pedicelli: da 2 a 4 cm.

### Fiori

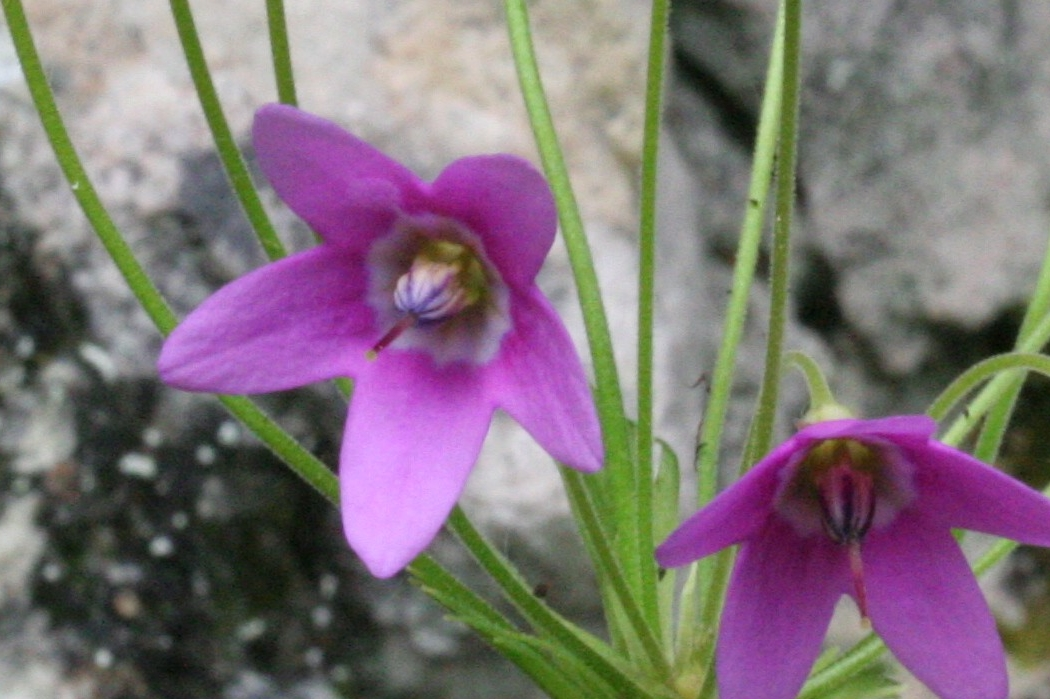
Il fiore
Località "Giardino Botanico delle Alpi Orientali", Monte Faverghera (BL), 1500 m s.l.m. - 29/6/2008

I fiori sono ermafroditi, attinomorfi, tetraciclici (ha i 4 verticilli fondamentali delle Angiosperme: calice – corolla – androceo – gineceo), pentameri (calice e corolla divisi in 5 parti). I fiori sono lunghi da 7 a 12 mm.
- Formula fiorale:

K (5), C (5), A 5, G (5) (supero)
- Calice: il calice è gamosepalo di tipo imbutiforme e pentafido (con 5 denti acuti, eretto - patenti). Lunghezza del calice: 5 – 6 mm; lunghezza solamente della parte tubolare: 2 mm; lunghezza dei denti: 3 mm.
- Corolla: la corolla è gamopetala di forma sub-campanulata (nella parte basale è tubulosa) di colore roseo-porporino quasi carnicino, ma anche (raramente) bianca. I lobi sono 5 interi o crenati e acuti. Lunghezza del tubo: 2 mm; dimensione dei lobi: larghezza 3 mm, lunghezza 6 mm.
- Androceo: gli stami sono 5 e sono attaccati alla base della corolla; le antere sono lungamente acuminate
- Gineceo: l'ovario è supero con placentazione centrale formato da 5 carpelli saldati; lo stilo è sporgente e termina in uno stigma a 4 lobi. Lunghezza dello stilo: 8 mm.
- Fioritura: fiorisce da maggio a luglio.
- Impollinazione: di tipo entomogamo.

### Frutti
Il frutto è del tipo a capsula. La forma è bislunga o piriforme con 5 valve. Contiene numerosi semi (30 – 40) lenticolari e rugosi. Dimensione della capsula: larghezza 3 mm, lunghezza 6 mm.

## Distribuzione e habitat
- Geoelemento: il tipo corologico (area di origine) è Orofita – Eurasiatico.
- Distribuzione: in Italia questa specie è diffusa (ma è considerata molto rara) soprattutto sulle Alpi Venete, Trentine e Piementesi. Fuori dall'Italia è presente nei paesi dell'Europa centrale-orientale, in Russia, ma anche sulla catena dell'Himalaya e in generale nell'Asia settentrionale. In effetti l'areale alpino può essere considerata l'estrema zona occidentale della distribuzione di questa specie centrata soprattutto nell'Asia (dagli Urali al Giappone).

Secondo Pignatti la particolare distribuzione di questa specie sulle nostre Alpi indicherebbe che si tratta di un relitto della flora tardo - terziaria : infatti le zone in cui si trova sono aree marginali (di rifugio) fuori dai limiti della glaciazione quaternaria.
- Habitat: le zone frequentate da queste piante sono i ghiaioni umidi, colatoi, rupi umide ed ombrose; ma anche ontaneti e saliceti subalpini. Il substrato preferito è calcareo e calcareo-siliceo con pH del suolo basico, mediamente ricco di sostanze e piuttosto umido.
- Distribuzione altitudinale: questa pianta si trova a quote comprese fra i 800 e 2000 m s.l.m.; comprende quindi il piano montano e quello subalpino.

## Fitosociologia
Dal punto di vista fitosociologico la specie di questa scheda appartiene alla seguente comunità vegetale:
Formazione : comunità arbustive
Classe : Betulo carpaticae – Alnetea viridis

## Tassonomia
Sono note le seguenti sottospecie:
- Primula matthioli subsp. matthioli - sottospecie nominale
- Primula matthioli subsp. altaica (Losinsk.) Kovt.
- Primula matthioli subsp. brotheri (R.Knuth) Kovt.
- Primula matthioli subsp. discolor (Vorosch. & Gorovoj) Kovt.
- Primula matthioli subsp. himalaica (Losinsk.) Kovt.
- Primula matthioli subsp. mongolica (Losinsk.) Kovt.
- Primula matthioli subsp. pekinensis (V.A.Richt.) Kovt.
- Primula matthioli subsp. pubens (Schott, Nyman & Kotschy) Kovt.
- Primula matthioli subsp. sachalinensis (Losinsk.) Kovt.
- Primula matthioli subsp. sibirica (Andrz. ex Besser) Kovt.
- Primula matthioli subsp. turkestanica (Losinsk.) Kovt.

## Usi

### Giardinaggio
L'unico impiego che questa pianta ha è nel giardinaggio. Anzi per la sua delicata bellezza viene considerata una delle più belle piante per il giardino alpino. Per una buona riuscita del suo impianto si deve sistemare in una posizione ombreggiata e fresca (come anche si trova nella versione spontanea) in un composto terroso ricco di humus.

## Galleria d'immagini

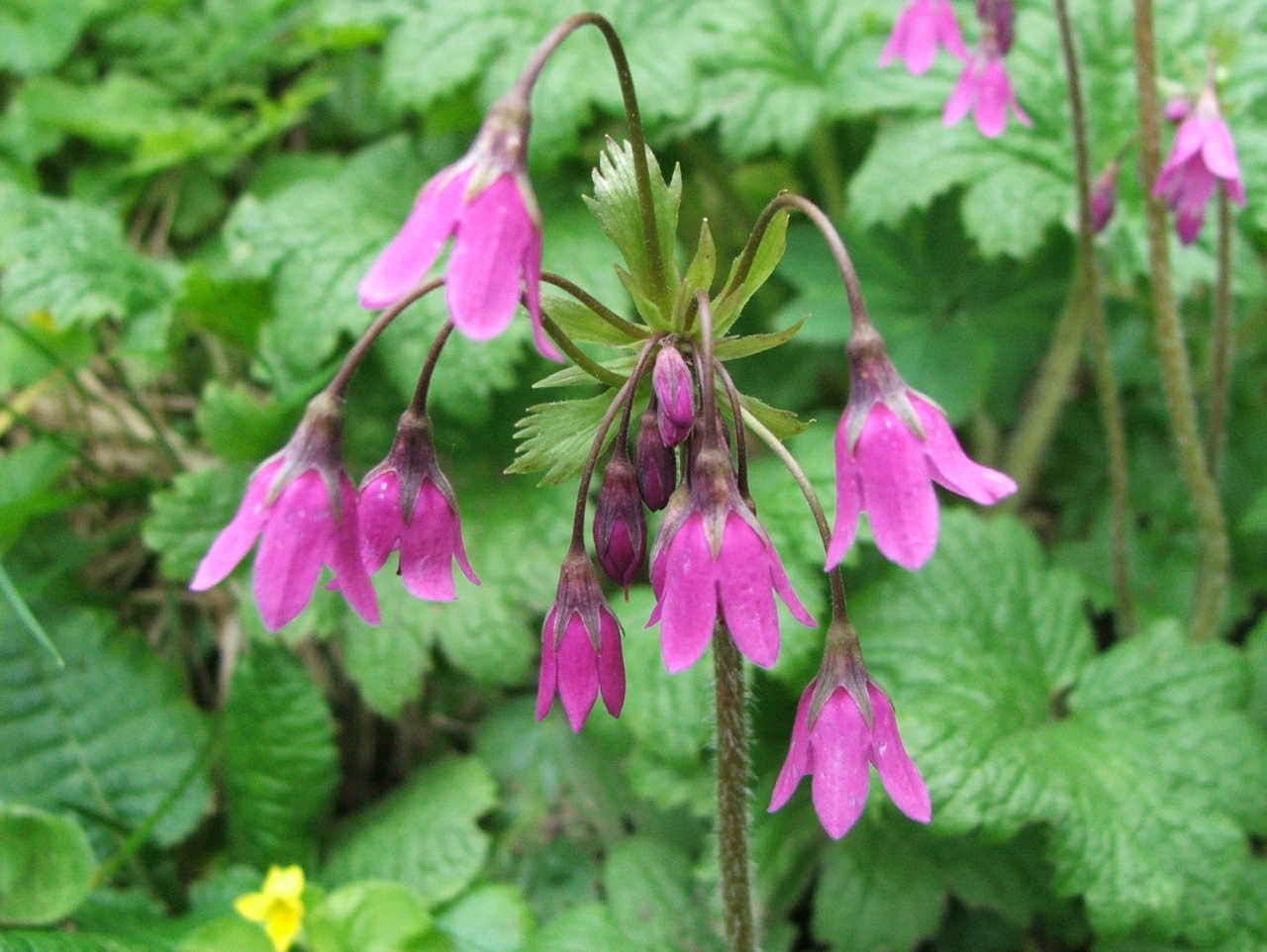
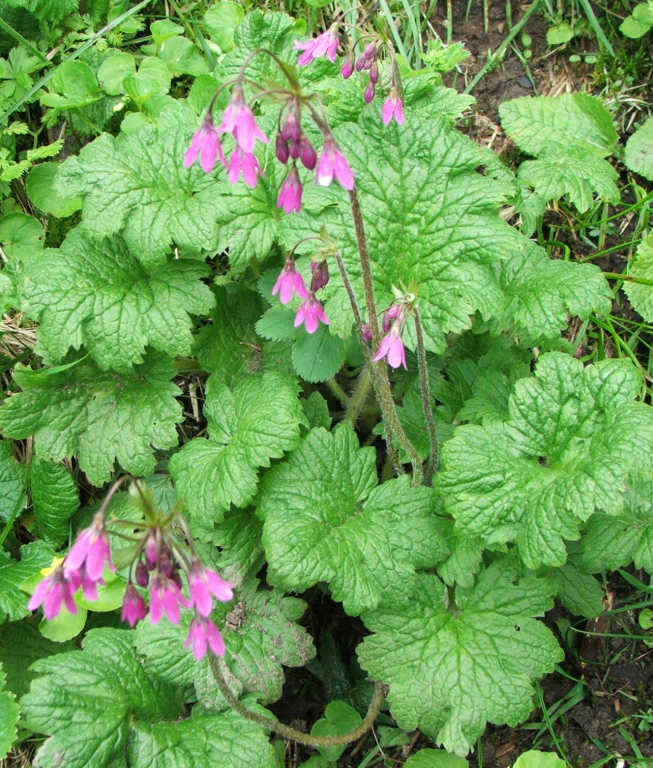